# 德班國際機場
德班國際機場（英語：Durban International Airport），前稱路易博塔機場，位於南非德班。

## 基本資料
這個機場是南非的國際機場（共3個）中最細的機場。共有一條跑道。機場附近有兩條公路：N2公路和M4公路。
德班國際機場服務國際航線多年來都是下降。有一段短時間，新加坡航空曾有航線服務德班市。現在，大多數國際航空公司都只飛往南非的約翰內斯堡。德班相對會有較低的國際客運量，而且機場只有一條短跑道，不能讓波音747降落。
在2007年度（2007年4月至2008年3月），機場服務了近4.4萬人次。

## 遷移新機場
於1970年代和2007年，曾計劃畫把機場遷移到德班以北30公里的香格里拉慈悲，但多次被擱置。最後在2007年批准建造沙卡國王國際機場（KSIA） ，並在2007年9月動工，並於2010年世界盃足球賽前完成。
當KSIA當行業務時，現有的機場即將關閉。德班國際機場坐落於一個大型和重要的德班南工業盆地，這已經有大部分重工業。鑑於德班的一般都是很丘陵地形，如此大和平板包裹是理想是發育未來工業，擴建港口，或兩者兼施。

## 航空公司

### 國際
| Airlines         | Destinations | Remarks |
| ---------------- | ------------ | ------- |
| 毛里求斯航空     | 路易港       |         |
| 阿聯酋航空       | 杜拜         |         |
| LAM-莫桑比克航空 | 馬普托       |         |
| 南非航空連結     | 馬普托       |         |

### 國內
| Airlines              | Destinations                             | Remarks |
| --------------------- | ---------------------------------------- | ------- |
| 一時間航空            | 開普敦 ,約翰尼斯堡                       |         |
| 英國航空 屬下的Comair | 開普敦 ,約翰尼斯堡                       |         |
| 互連航空              | 約翰尼斯堡                               |         |
| Kulula.com            | 開普敦 ,約翰尼斯堡 , Lanseria,伊莉莎白港 |         |
| 芒果航空              | 開普敦 , 約翰尼斯堡                      |         |
| 南非航空              | 開普敦 ,約翰尼斯堡                       |         |
| 南非航空連結          | 布隆方丹，喬治，內爾斯普雷特             |         |
| 南非航空快運          | 東倫敦, 約翰尼斯堡 , 伊莉莎白港          |         |

## 航空設備
- 歸航台NDB - DU393.0
- 甚高頻全向信標VOR - DNV112.5
- 自動終端情報服務ATIS - 127.0

## 備註
1. ↑  包括開普敦國際機場、德班國際機場和奧利弗·坦博國際機場
2. ↑  ACSA - 乘客統計 的存檔，存档日期2011-09-29.
3. ↑  .   [2009-03-16]. （原始内容存档于2007-09-29）.
4. ↑  新聞-特別新聞：香格里拉慈悲國際機場提早完成
5. ↑  同前所述
6. ↑  .   [2007-07-19]. （原始内容存档于2007-09-27）.

## 外部連結
- 官方網站
- 德班國際機場附加資料
- 航空照片於Google Map